# إستيفاو ويليان
إستيفاو ويليان ألميدا دي أوليفيرا غونسالفيس (بالبرتغالية: Estêvão Willian Almeida de Oliveira Gonçalves) (مواليد 24 أبريل 2007)، المعروف باسم إستيفاو ويليان أو إستيفاو، هو لاعب كرة قدم برازيلي محترف يلعب كجناح لنادي تشيلسي في الدوري الإنجليزي الممتاز و‌منتخب البرازيل. يُعد أحد أبرز لاعبي كرة القدم الشباب الواعدين في العالم.

## حياته
وُلد إستيفاو في فرانكا، ساو باولو، وبدأ مسيرته الشبابية مع نادي كروزيرو في عام 2017. وقع ويليان في عام 2018، وهو في سن العاشرة، عقدًا احترافيًا مع شركة نايكي، مما جعله أصغر لاعب برازيلي يوقع مع هذه الشركة، متجاوزًا لاعب ريال مدريد رودريغو.

## وصلات خارجية
إستيفاو ويليان على موقع قاعدة بيانات كرة القدم.إي يو (الإنجليزية)
- إستيفاو ويليان على موقع ليكيب (الفرنسية)
- إستيفاو ويليان على موقع ناشيونال فوتبول تيمز (الإنجليزية)
- إستيفاو ويليان على موقع Soccerway.com (الإنجليزية)
- إستيفاو ويليان على موقع عالم كرة القدم.نت (الإنجليزية)